# Wilhelm Colyn
Wilhelm Colyn (* um 1470;  † um 1524 in Aachen) war Schöffe und Bürgermeister der Reichsstadt Aachen.

## Leben und Wirken
Der Sohn des Fetschin Colyn und dessen zweiter Ehefrau Mechtildis von der Hagen sowie Bruder des jüngeren Fetschin Colyn wurde 1495 erstmals als Schöffe der Stadt Aachen erwähnt. In den Jahren 1509, 1515 und 1520 war er zum Sendschöffen sowie 1521 und 1526 zum Christoffel  der Rostorgrafschaft ernannt worden. Schließlich wurde Colyn in den Jahren 1497, 1510, 1512, 1513, 1517, 1520 und 1522 zum Bürgermeister der Freien Reichsstadt Aachen gewählt.
Seinen größten politischen Erfolg erlangte er im Jahr 1513, als er nach einer längeren Zeit massiver Unruhen zusammen mit dem Bürgermeister Everhard von Haren die Reform des aus dem Jahr 1450 stammenden Aachener Gaffelbriefs bewerkstelligen konnte. Colyn, Mitglied in der Sternzunft, in der sich die Adligen und Patrizier zusammenfanden, stand auf der Seite der Reformer und setzte sich maßgeblich für die Neuordnung des Aachener Stadtrates und der Zünfte ein. In seiner letzten Amtsperiode gehörte Colyn zu den Mitunterzeichnern des Schlussprotokolls des Städtetages zu Nürnberg, der dem Reichstag am gleichen Ort voranging.
Wilhelm Colyn war verheiratet mit Alheid von Belderbusch, mit der er die drei Söhne Bonifatius, Balthasar und Melchior hatte. Während Bonifatius Kanonikus am Aachener Marienstift wurde, folgte Melchior Colyn seinem Vater als Stadtrat, Schöffe und Bürgermeister nach. Über seine Mutter wurde Wilhelm Colyn zusammen mit seinem Bruder Fetschin, seinem Schwager Johann Ellerborn und dem Bürgermeister Johann von Roide Teil der Erbengemeinschaft am Gut Roide/Raede, dem späteren Schloss Rahe, dessen Anteil 1525 sein Sohn Bonifatius erhielt.